# Episodi de Le avventure del gatto con gli stivali (seconda stagione)
La seconda stagione della serie animata Le avventure del gatto con gli stivali negli USA è stata distribuita l'11 dicembre 2015 su Netflix.
In Italia, invece, è stata trasmessa su DeaKids a partire dal 15 novembre 2016.
| Nº | Nº | Titolo originale     | Titolo italiano         | Prima TV USA     | Prima TV Italia  |
| -- | -- | -------------------- | ----------------------- | ---------------- | ---------------- |
| 16 | 1  | A special friendship | Un'amicizia speciale    | 11 dicembre 2015 | 15 novembre 2016 |
| 17 | 2  | The kingdom of moles | Il regno delle talpe    | 11 dicembre 2015 | 16 novembre 2016 |
| 18 | 3  | The Mermaid          | La sirena               | 11 dicembre 2015 | 17 novembre 2016 |
| 19 | 4  | Fear of bees         | Paura delle api         | 11 dicembre 2015 | 18 novembre 2016 |
| 20 | 5  | Teamwork             | Gioco di squadra        | 11 dicembre 2015 | 19 novembre 2016 |
| 21 | 6  | The wrong spell      | L'incantesimo sbagliato | 11 dicembre 2015 | 22 novembre 2016 |
| 22 | 7  | The evil scimitar    | La scimitarra malefica  | 11 dicembre 2015 | 23 novembre 2016 |
| 23 | 8  | Stories              | Storie                  | 11 dicembre 2015 | 24 novembre 2016 |
| 24 | 9  | A romantic gesture   | Un gesto romantico      | 11 dicembre 2015 | 25 novembre 2016 |
| 25 | 10 | The missing coin     | La moneta mancante      | 11 dicembre 2015 | 26 novembre 2016 |
| 26 | 11 | Imposters            | Impostori               | 11 dicembre 2015 | 27 novembre 2016 |

## 1. Un'amicizia speciale
Il Gatto con gli Stivali va alla ricerca di un drago che tutti sostengono essere tremendamente feroce. In realtà è un drago tenero.

## 2. Il regno delle talpe
Jack offre a Gatto la possibilità di recuperare un immenso tesoro; sarà però necessaria l'approvazione del Re del mondo delle Talpe.

## 3. La sirena
Sembrava una normale serata all'osteria, ma in realtà per Gatto si trasformò in un incubo incontrando la sirena Fiji.

## 4. Paura delle api
San Lorenzo viene attaccata da uno sciame di api. Il Gatto cerca in tutti modi di nascondere la sua paura per le api e dovrà affrontarla.

## 5. Gioco di squadra
Gatto sa che in caso di sua assenza in una situazione di pericolo nessuno può fronteggiare il nemico e decide di addestrare i piccoli orfani. Tuttavia, viene rapito da El Moco mentre li addestra, e spetta agli orfani salvarlo.

## 6. L'incantesimo sbagliato
Il Gatto, nel tentativo di aiutare Artephius a riattivare l'incantesimo di protezione sulla città, ha fretta e mescola diverse pozioni, il che mette sottosopra un negozio intero.

## 7. La scimitarra malefica
Gatto, per riattivare l'incantesimo di protezione sulla città, deve restituire tutti gli oggetti mancanti della Sala del Tesoro.

## 8. Storie
Il Gatto e i cittadini di San Lorenzo partono alla ricerca dei tesori perduti, necessari a riattivare l'incantesimo di protezione della città.

## 9. Un gesto romantico
Rimane un unico oggetto da recuperare e l'incantesimo sulla città potrà essere riattivato ossia la sfera.

## 10. La moneta mancante
Per riattivare l'incantesimo che un tempo proteggeva San Lorenzo, Gatto deve trovare l'ultimo pezzo mancante del tesoro, una moneta magica.

## 11. Impostori?
Il Mago Sino fa sempre più pressioni su Artephius per completare l'incantesimo, ma l'alchimista ha il dubbio che si tratti di un maleficio.